# 蔚藍網絡書店
蔚藍網絡書店（ピン音：Wèilán wǎngluò shūdiàn）は、北京市豊台区に本社を置くオンライン書店。
2000年に清華大学博士によって設立され、現在は中国の代表的な教育・学術向けのオンライン書店の一つとなっている。主に中国の教育・科学・人文領域の参考書・学術書や文学小説を販売し、香港や台湾の書籍も扱っている。